# トラソルテオトル

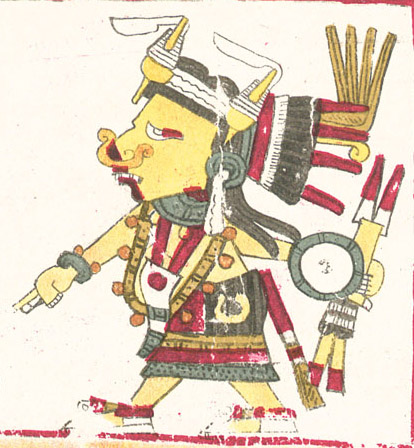
トラソルテオトル

トラソルテオトル（Tlazolteotl）は、アステカ神話の地母神。穢れの神格化であるとともに、浄化・癒しの神でもある。
「トラソルテオトル」とはナワトル語で「穢れ(tlazōlli)の神(teōtl)」を意味する。穢れ（肉体的な病気と精神的な罪の両方）を癒し、とくに性行為の犯罪や過剰による病気を司る。
ディエゴ・ドゥランによると、トラソルテオトルの像の前で罪を懺悔し、放血行為を行う。図像上は通常草のほうきを手にしており、浄化の神であることを表している。絵文書では口の周囲が黒く、頭飾りに木綿の紡錘をつけていることで容易に識別される（しかしこれはテテオ・インナン（トシ）の特徴でもある）。
トラソルテオトルは、もともとワステカ人がイシュクイナメ（Ixcuiname、木綿の婦人）と呼んでいた4つの位相をもつ女神に由来するようである。
トラソルテオトルにはさまざまな性格があるが、大地と月の女神であり、豊穣と出産の女神でもあった。8年ごとのアタマルクアリストリ (atamalqualiztli) の祭では、若いトウモロコシの神であるシンテオトルとともにトラソルテオトルが祈りの対象とされた。
トラソルテオトルは他の地母神であるテテオ・インナン（神々の母）やショチケツァルと関連する。浄化の神という点ではテテオ・インナンと共通する。ショチケツァルと同様に愛の女神でもあるが、トラソルテオトルが司るのは猥褻で肉欲的な愛である。またイツパパロトルとも関連し、どちらも戦争を好み、また火の神シウテクトリと近い。トラソルテオトルはシウテクトリと共通の鼻飾りをつけている。
トラソルテオトルはまた出産時に死んだ女性の神格化であるシワテテオと関連する。シワテテオとイシュクイナメはどちらも4つの方角と関係し、西に配当された5つのトレセーナのはじまりにおいて十字路に出現する。
アステカ暦では260日の祭祀暦であるトナルポワリのジャガーの日を司り、1の動きのトレセーナの神でもある。また5番目の日を司る神 (Lords of the Day) 、7番目の夜を司る神（夜の九王）でもある。